# 中奧塔哥淘金潮
中奧塔哥淘金潮（通常簡稱為奧塔哥淘金潮）發生於19世纪60年代紐西蘭的中奧塔哥，是紐西蘭最大的淘金潮。奧塔哥發現黃金後，當地吸引大量外籍淘金者，他們大多數來自美國加州和澳洲維多利亞省兩個前淘金勝地。
這波淘金熱從加布里埃爾隘谷（Gabriel's Gully）開始，後來蔓延到幾乎整個中奧塔哥。但尼丁（Dunedin）在這波熱潮中快速發展並商業化，成為當時紐西蘭的最大城。僅僅數年後，多數的小型開採沒落，取而代之的是長期機械化的金礦開採。

## 背景

### 早期在紐西蘭發現的黃金
早在1842年的紐西蘭就已有發現金礦的紀錄，捕鯨船在科羅曼德半島以及附近的尼爾森都曾發現少量黃金。
1850年代，正值加州淘金潮和維多利亞淘金潮，奧克蘭（Auckland）當地的有力人士懸賞100英鎊尋求黃金的產區（隨後增加到500英鎊）。1852年9月，木材商Charles Ring回應了懸賞，宣佈在科羅曼德爾（Coromandel）發現了金礦。短暫的淘金潮隨後在科羅曼德（Coromandel）,Cape Colville和水星灣（Mercury Bay）開始，因為僅開採出1500英鎊的金礦，熱潮在3個月後就結束了。
1856年，在科林伍德（Collingwood）附近的溪谷（Aorere Valley）有一波較成功的淘金潮。約1,500多人的淘金客在接下來的十年裡淘出150,000英鎊的黃金，然後金礦也差不多開採完了。此時期，奧塔哥也被發現含有金礦，然而因為地質較其他含金區不同，一開始被以為只有少量黃金。

### 早期奧塔哥的淘金
當地的原住民毛利人很早就知道奧塔哥有黃金，但是並不知道如何冶煉。他們早期使用綠玉當作武器和工具，並以綠玉、黑曜石和骨雕做為首飾。
1851年10月，歐洲人首次發現奧塔哥的黃金，地點在帕默斯頓（Palmerston）附近的古德伍德（Goodwood）。因為發現的數量極少所以沒有引起風潮。相反的，但尼丁才創立三年，對當地來說有更多實際的問題需要解決。
1856年，馬陶拉河和 Dunstan Range 有進一步的小型開採。
1861年3月，塞繆爾·麥金太爾（Samuel MacIntyre）在Lindis Pass發現黃金，吸引淘金者對南島的關注，大量礦工自奧瑪魯移近內陸。兩個月後的另一次發現導致淘金熱進一步進入主要階段。

## 淘金潮的主要時期

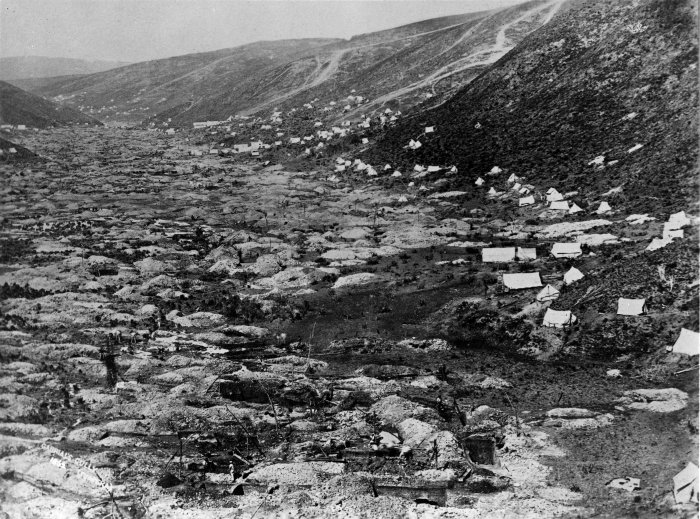
1862年淘金潮高峰時期的加布里埃爾隘谷

### 加布里埃爾隘谷
加布里埃爾· 里德(1824–1894)是一個澳洲探礦者，他曾參與加州淘金潮和維多利亞淘金潮。
1861年5月20日，里德在加布里埃爾隘谷(Gabriel's Gully)的河床發現金礦。"在道路經過的淺灘上，我鏟掉了大約兩英尺半的碎石，挖抵漂亮的軟板岩，眼前的黃金如寒冷漆黑的夜晚裡的獵戶星座般閃耀。".
市民透過1861年6月8日刊登在奧塔哥見證報的一封信，得知了里德這十天的勘探之旅以及他的發現。一開始並沒有太大的反應，直到奧塔哥省議會的約翰·哈迪表示他和里德已經勘察了"31×5英里寬的區域，且每個挖掘的洞裡都發現了黃金。"
於是，加布里埃爾獲得了他的獎賞，淘金潮也跟著開始。

### 淘金高峰
聖誕節已經有14,000的探礦者出現在 Tuapeka和Waipori地區。當地人口急遽增加，在1861到1864年之間增加了400%，淘金客從萎靡的澳洲金礦蜂擁而來。
第二次的淘金潮發生在1862年，在現在的克倫威爾附近。淘金客圈定了西從沙特歐瓦河(Shotover River)、北到內斯比的礦權。在1862年11月的皇后鎮，William Rees僱來剪羊毛的托馬斯·亞瑟（Thomas Arthur）和哈里·雷德芬（Harry Redfern）兩人攜帶屠刀和淘金工具偷偷到沙特歐瓦河河畔淘金。他們在亞瑟角（Arthur's Point）發現黃金，他們沒有隱瞞這件事，促使奧塔哥最大型的淘金潮。皇后鎮的歷史建築，如:愛查德茲飯店（Eichardt's Hotel）、麥克尼爾酒廠（McNeill's Brewery）、奧弗湖小屋（the Lake Lodge of Ophir）、皇后鎮警察局、亞力山德拉法院，隨之興起。
1863年年末淘金熱已經結束，不過仍有公司在淘砂金。1864年2月，礦工的數量達到最高峰，計約18,000人。

## 礦區生活

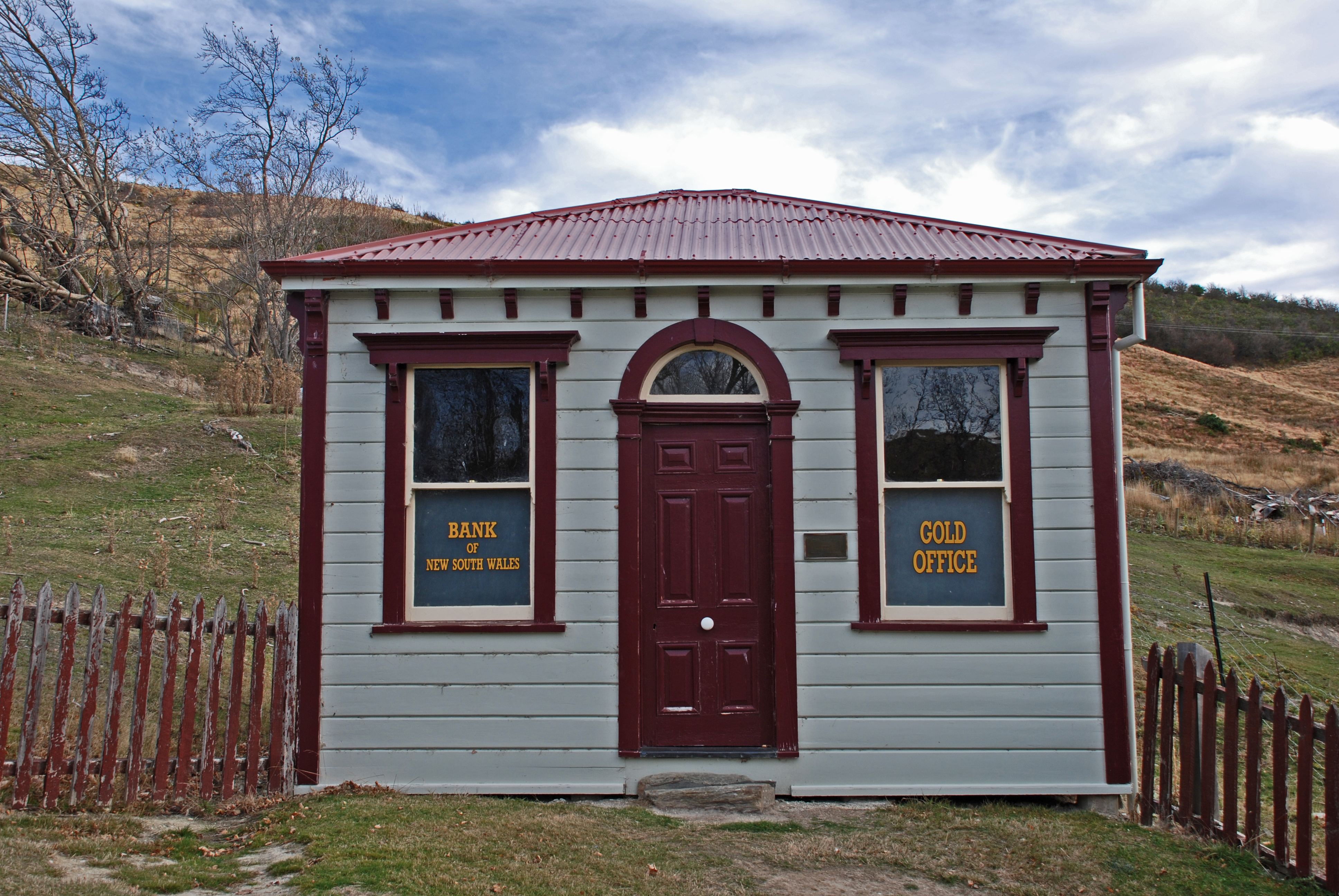
新南威爾士州銀行的黃金辦事處

里德發現黃金的消息引起達尼丁居民移民的打算，許多人離開家庭，跋涉千里尋求一夜致富。採礦行為導致城鎮和商業的興起。 起初當地大多是暫時性的建築，諸如商店、旅社、礦工小屋的構成往往只是木材懸吊著帆布、棉布。隨著淘金的規模擴大，這些建築漸漸改建成由水泥及木材構成的永久性建築。建築地基、文物、採礦照片提供證據讓我們了解19世紀人們的日常生活。

### 採礦社區中的男人
大部分的淘金者是男性，包括工人與商人。商人提供商店、郵局、銀行、旅社、酒吧、工具店等等設施給淘金者們。事實上，這些商人通常賺得比淘金者們還多。

### 採礦社區中的女人

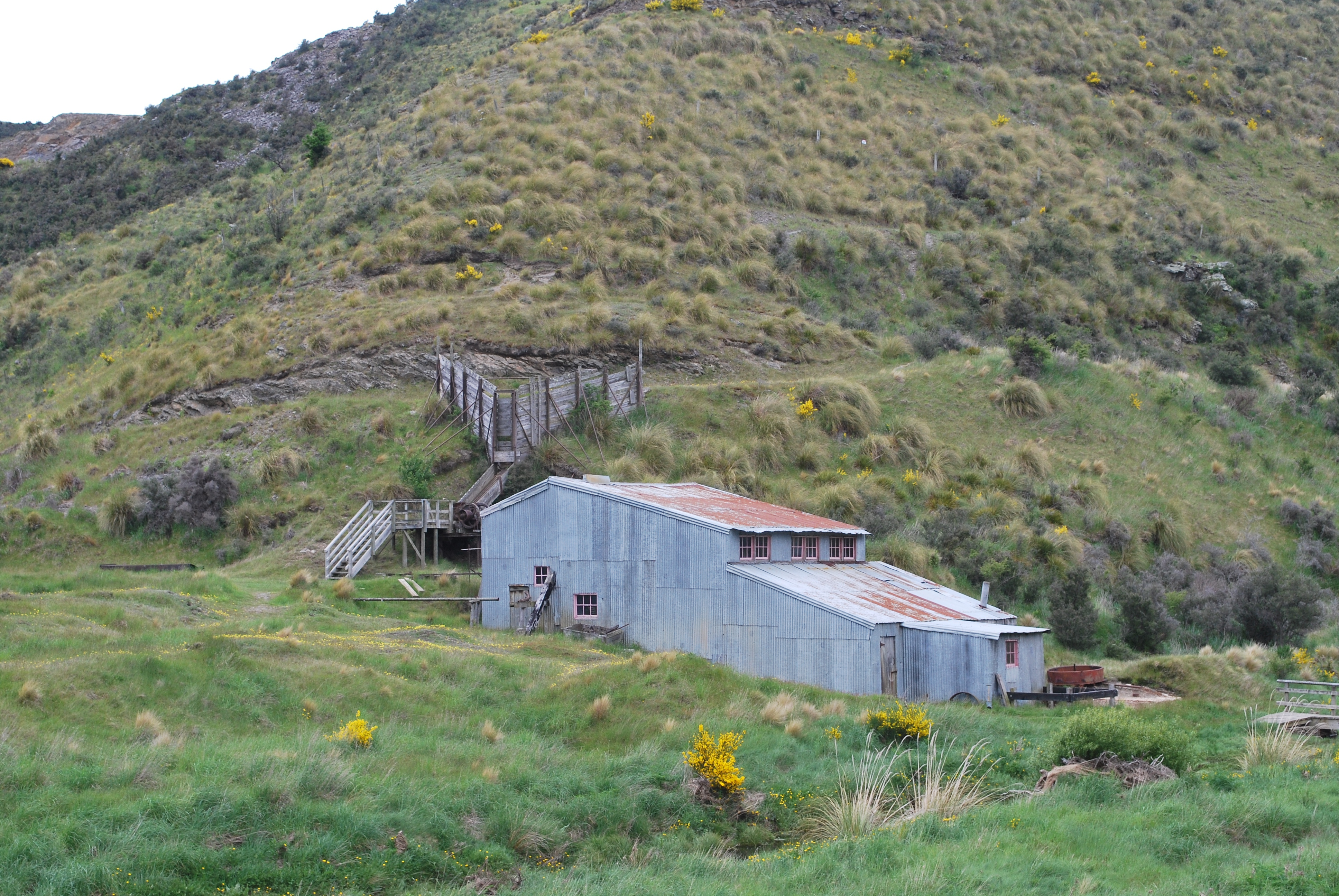
黃金礦點歷史區(Golden Point Mine Historic Area)附近的老磨坊

19世紀的礦場中，女人扮演諸如妻子、母親、妓女、商人和"Colonial Helpmeets"(這個詞強調女人對丈夫的從屬性)。當男人前往淘金的時候，他們的妻子和孩子可能沒有隨行，而是移居到了擁有旅館、商店、學校等設施的城鎮。然而，有些婦女從發現金礦開始就住在礦區。一個例子是'珍妮特·羅伯遜'，她和丈夫住在Tuapeka的一個小平房，里德就是在這裡寫了關於他發現金礦的那封信。
1861年的中奧塔哥礦區，知名女性作家蘇珊·紐金特伍德（Susan Nugent-Wood，1836-1880）和她的丈夫約翰、孩子們搬到了奧塔哥。這個家庭後來曾短暫居住在加布里埃爾隘谷、皇后鎮、Nokomai和內斯比。她的作品反映了她在紐西蘭生活的辛苦與思鄉。
1860年代的紐西蘭民歌‘Bright fine gold’給出淘金者們的妻子對淘金行為的想法:
I'm weary of Otago（我厭倦了奧塔哥）
I'm weary of the snow（我厭倦了雪）
Let my man strike it rich（讓我的男人一夜致富）
And then we'll go.（然後我們就離開）

### 中國移民
中國人於1860年代開始從廣東省搬遷到奧塔哥。奧塔哥省政府鼓勵這樣的遷徙，因為許多歐洲礦工被吸引到了西海岸淘金，中國人可以補足奧塔哥礦場的人力缺口。之後，中國人也參與了西海岸的淘金。1881年，紐西蘭共有約5,000名中國移民。但是自1881年起，紐西蘭課徵新西蘭人頭稅，每名中國人需繳納10英鎊並附帶10噸的貨物才可移民紐西蘭。1896年，人頭稅提高到100英鎊及100噸的貨物。直到1934年，這項徵稅才廢除。
中國人的外表、衣著、語言和鴉片的使用使得他們與其他礦工有顯著差異。他們多生活在專屬中國人的住區，並且有一些同胞設立的商店。
紐西蘭電影，《夢斷淘金路》("Illustrious energy" 1988)，描述了中國移民在紐西蘭遇到的極端氣候、種族歧視等等困難。
許多中國人的建築已經被修復、重建，如:箭鎮的中國移民點（Arrowtown Chinese Settlement）。

## 餘波

### 結果
1848年創立的達尼丁在一小段時期成為紐西蘭第一大城，許多富麗的建築見證了這段時期。如創立於1869年的紐西蘭首座大學--奧塔哥大學。
然而1960年代隨著黃金產量下降，當地人口驟減，再也沒有回復到淘金熱時的榮景。

### 之後的淘金潮
馬爾堡的瓦卡马里纳河在1862年發現有黃金，6,000名礦工聚集到此處淘金，雖然有砂金存在，但並沒有發現大型礦床。
南島的西海岸是僅次於奧塔哥的含金區，黃金發現於1865-6年，位置在奥卡里托、布魯斯灣、查爾斯頓附近以及灰河。礦工們從接近尾聲的維多利亞淘金潮轉移來到西海岸。1867年，這股熱潮開始消退，但是在很長的時間裡，西海岸仍有人在淘金。1880年代，在Bullendale和雷夫顿
的石英礦工是全紐西蘭第一個電的使用者。
南島在19世紀後半也有一些小型的淘金。南島的第一次淘金在1860年，地點位於Mataura河與其支流的河岸上(並促使如Waikaia和Nokomai的蓬勃發展)。然而，南島的第一次"淘金熱"發生於1960年代。因為在奧雷普基(Orepuki)的沙灘發現黃金，礦工們延著小溪進入Longwoods的山腳，並發現金礦。這導致礦業城鎮，如奧雷普基(Orepuki)和Round Hill的建立。
泰晤士擁有黃金的事早已廣為人知，但新西蘭土地戰爭延後了它的開採與利用。1867年，礦工們從西海岸前來，因為黃金在石英脈裡，礦工沒有提取它所需的資本，採礦由公司進行。

### 商業開採

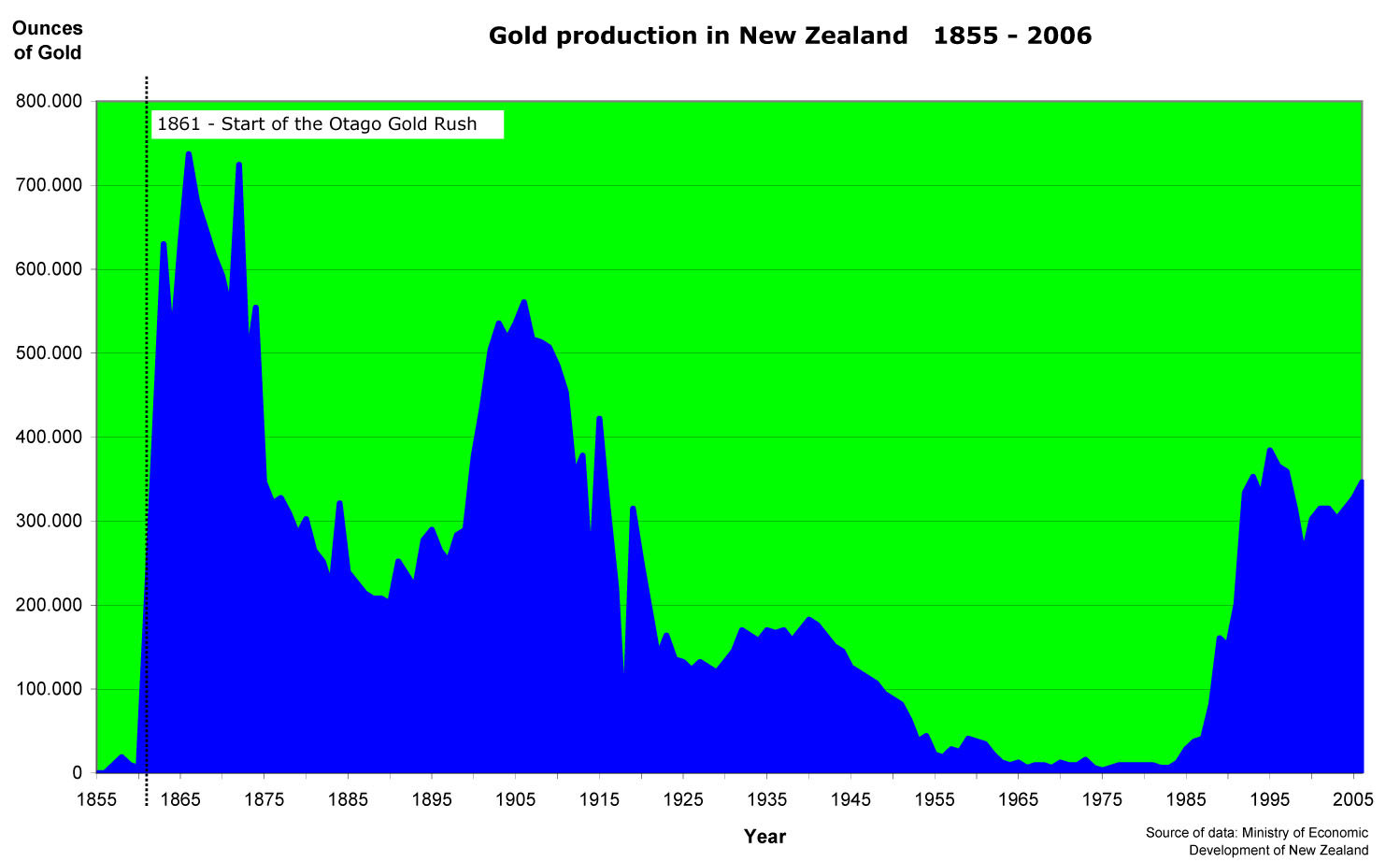
淘金潮後黃金產量仍然很高，但漸漸由公司取代個人採礦。

1871年，約5,000的歐洲人留在礦區，還有數千名的中國人加入。

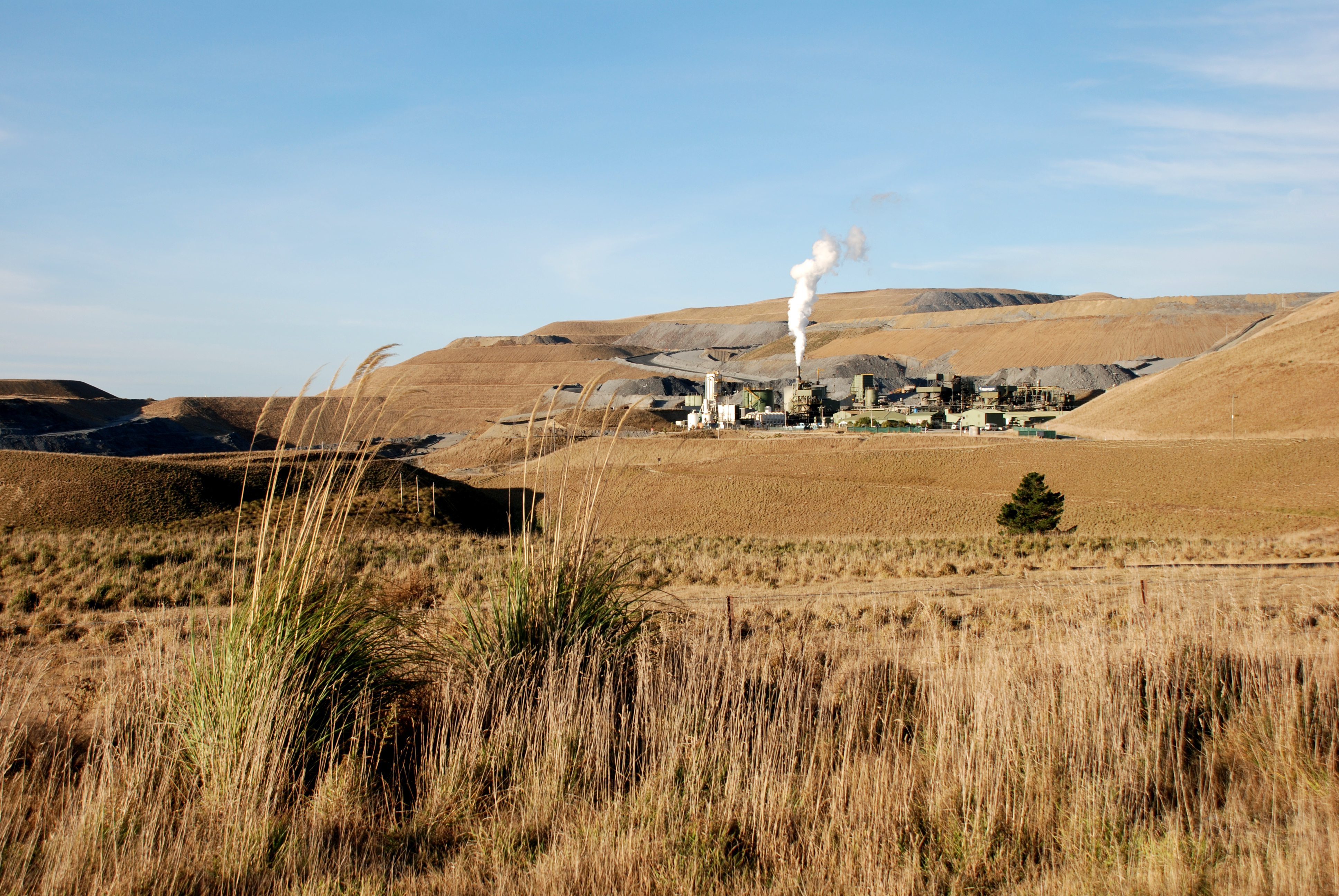
Macraes礦區, 2007.

克魯薩河河床上，曾多次開發蒸汽動力的採金船。1881年時，Dunedin成為世界上第一個成功商業化的採金船。直到1901年，Dunedin共產出1.7萬盎司（530公斤）的黃金。
採礦對環境產生極大的影響。1920年，河川委員會(Rivers Commission)估計，克魯薩河流域已有3億立方碼的砂石因採礦而移動。估計當時約4千萬立方碼的砂石流入大海，約6千萬立方碼被帶進河流，導致高達5米的河床淤積。
1990年開始的Macraes礦場目前仍有商業規模的運作，露天硬岩採礦作業每年處理超過500萬噸的礦石，直到2004年共計產出了185萬盎司黃金（57500千克）。

### 奧塔哥淘金熱留下的大眾文化
許多現代民歌有關於奧塔哥淘金潮的內容。
| 曲名                                      | 作者          | 說明                                  |
| 《Bright Fine Gold》                      | 未知          | 以淘金客的妻子為第一人稱的歌          |
| 《Tuapeka Gold》                          | Phil Garland  |                                       |
| 《Gin and Raspberry》（杜松子酒和覆盆子） | Martin Curtis | 這首歌曾被Gordon Bok錄唱              |
| 《Farewell to the Gold》                  | Paul Metsers  | 根據1863年7月洪災造成13名礦工死亡而作 |

1976年紐西蘭的兒童電視連續劇《獵人的黃金》（Hunter's Gold）將故事背景設定於中奧塔哥淘金熱期間。
奧塔哥金礦遊行（Otago Goldfields Cavalcade）自1991年以來每年舉行一次，第一次遊行於1991年11月22日，路線是沿著Cobb & Co.（一家馬車運輸公司，僅有在澳洲運作，但商標常被紐西蘭的私人公司冒用。）的路線，從羅克蘭車站到克倫威爾，共有超過220名民眾和240匹馬參與這次遊行。
往後的遊行舉辦在二月下旬，路線每年都有變化。2015年的遊行將於2月21-28日舉行。